# Giovanni Cobolli Gigli
Giovanni Cobolli Gigli (Albese con Cassano, 4 gennaio 1945) è un dirigente d'azienda italiano.

## Biografia
Figlio di Antongiulio e nipote di Giuseppe, per quattro anni ministro dei lavori pubblici del governo Mussolini, fu allievo del liceo scientifico Vittorio Veneto di Milano; nella stessa città si è laureato in economia e commercio presso l'Università commerciale Luigi Bocconi. È stato amministratore delegato del Gruppo Editoriale Fabbri-Bompiani-Sonzogno-Etas dal 1984, ricoprendo poi la medesima carica in Arnoldo Mondadori Editore dal 1993 e, dal 1994, nel Gruppo Rinascente.
Nel 2006 viene nominato presidente della Juventus dal consiglio di amministrazione della società calcistica, appena colpita dallo scandalo Calciopoli; nel 2009 lascia la carica a Jean-Claude Blanc.
Ha inoltre ricoperto i ruoli di vicepresidente della Federazione italiana editori giornali e dell'Associazione italiana editori, membro del consiglio di amministrazione di Fininvest, vicepresidente e consigliere di Confcommercio, componente del CdA di Auchan, membro del consiglio direttivo e vicepresidente dell'Ente pubblicità associati, e consigliere di amministrazione dell'Istituto nazionale per il commercio estero. Dal 2011 al 2018 è stato presidente di Federdistribuzione.